# Swakopmund
Swakopmund (nemško 'ustje reke Swakop') je mesto  na obali zahodne Namibije, 280 km zahodno od Windhoeka, glavnega mesta Namibije. Je glavno mesto okrožja Erongo. Mesto ima 44.725 prebivalcev in 193 kvadratnih kilometrov zemljišč.  Mesto je v namibijski puščavi in je četrto največje naselje po številu prebivalcev v Namibiji.
Swakopmund je kopališki kraj z nemško kolonialno arhitekturo. Ustanovljen je bil leta 1892 kot glavno pristanišče za Nemško Jugozahodno Afriko. Majhen del prebivalstva še danes govori nemško.

## Etimologija
Hereri so kraj imenovali Otjozondjupa.  Ime mesta izhaja iz besede v namskem jeziku tsoakhaub (odprtje iztrebkov ali anus), reka Swakop nosi v svoji strugi različne stvari, tudi mrtve živali, ko poplavlja, ter jih odloži v Atlantski ocean. Peter Raper, častni profesor za jezikoslovje na Univerzi svobodne države (University of the Free State) pa poudarja, da ime za Swakopmund izvira iz jezika ljudstva San, in sicer iz besed xwaka (nosorog) in "ob" (reka).  Nemški naseljenci so ime spremenili v Swachaub in ko so leta 1896 okraj uradno razglasili, je nastala različica Swakopmund (nemško ustje Swakopa). 

## Zgodovina
Kapitan Curt von François je ustanovil Swakopmund leta 1892 kot glavno pristanišče za cesarskonemške kolonije – globokomorsko pristanišče v Walvis Bayu je namreč pripadalo Britancem. Datum ustanovitve je bil 8. avgust, ko je posadka topnjače Hyäne postavila na obali dva svetilnika. Swakopmund je bil izbran zaradi razpoložljivosti pitne vode in ker so  ugotovili, da so druga mesta bolj severno, kot je Cape Cross, neprimerna. Lega pa ni zagotavljala naravne zaščite ladjam ob obali, kar je pogosta geografska značilnost ob obali Namibije.
Ko je prvih 120 vojakov nemških kolonialnih sil (Schutztruppe) in 40 naseljencev pristalo v Swakopmundu, so morali za zavetje skopati jame v pesek. Ladje so raztovarjali pripadniki plemena Kru iz Liberije, ki so uporabljali posebne čolne. Woermann-Linie, upravljavec plovne poti v Nemčijo, je imel v tistem času zaposlenih 600 Krujev.
Swakopmund je hitro postal glavno pristanišče za uvoz in izvoz za celotno ozemlje ter bil eno od šestih mest, ki so leta 1909 dobili status občine. Veliko vladnih služb Nemške Jugozahodne Afrike je imelo pisarne v Swakopmundu. Med hererskimi vojnami je bilo tu koncentracijsko taborišče za ujete Herere. Zaporniki so bili prisiljeni v suženjstvo, približno 2000 Hererov je umrlo.
Kmalu je pristanišče zgradilo valobran in leta 1905 so začeli delo na lesenem pomolu, ki pa se je dolgoročno pokazal kot neustrezen. Zato so leta  1914 začeli graditi jeklen pomol, ostanke je mogoče videti še danes. Po prvi svetovni vojni je pomol postal pešpot. Sčasoma je postal nevaren in bil sedem let zaprt. Leta 2006 so končali obnovo z betonskimi stebri ter dodali restavracijo in suši bar. Nova lesena pešpot je bila dodana tudi na obstoječi jekleni konstrukciji, jekleni del pomola je bil ponovno odprt za javnost konec leta 2010.
Trgovske in ladijske družbe so v Swakopmundu ustanovile podružnice. Številne zgradbe so še vedno vidne. Potem ko je leta 1915 Nemško Jugozahodno Afriko prevzela Zveza Južne Afrike, so vse pristaniške dejavnosti preselili iz Swakopmunda v Walvis Bay. Več storitev centralne vlade je prenehalo, podjetja so zaprli, število prebivalcev se je zmanjšalo in mesto je postalo manj uspešno. Toda naravne danosti Swakopmunda so ostale in letovišče je ostalo in se še razvijalo. Danes so storitve, povezane s turizmom, pomemben del mestnega gospodarstva.
Po namibijski neodvisnosti leta 1990 so veliko nemških in nekaj afrikanskih imen ulic spremenili zaradi spoštovanja do pretežno temnopolte namibijske dediščine. Leta 2001 je na primer takratni predsednik Namibije Sam Nujoma sebi v čast glavno ulico (Kaiser-Wilhelm-Straße) preimenoval v avenijo Sama Nujome sebi v čast. 

## Geografija
Mesto je obdano s puščavo Namib s treh strani in hladnimi vodami Atlantskega oceana na zahodu, zato ima blago puščavsko podnebje (BWn v skladu z uvrstitvijo po Köppnovi podnebni klasifikaciji). Povprečna temperatura je med 15 °C do 25 °C. Padavin je manj kot 20 mm letno, zaradi česar so žlebovi in odtočne cevi na zgradbah redkost. Hladen Benguelski tok prinaša zaloge vlage v obliki megle, ki lahko seže do 140 km  v notranjost. Megla, ki izvira iz morja ob trku hladnega Benguelskega toka in toplega zraka iz Hadleyjeve celice, ustvari pas megle, ki pogosto ovija dele puščave Namib. Obalne regije imajo do več kot 180 dni letno gosto meglo.  Medtem ko je megla  zelo nevarna za ladje, več kot tisoč razbitin leži na Obali okostij, je pomemben vir vlage za puščavsko življenje. Rastline in živali so se ji prilagodili in je zanje vir vlage.

## Uprava
Swakopmund vodi občinski svet, ki ima deset sedežev. 
Okrožja in manjše upravne enote so: Mestno središče, Vineta, Meile 4, Vogelstrand, Waterfront, Mondesa, Tamariskia in Demokratično naseljena skupnost (je neuradno naselje, ustanovljeno leta 2001 kot začasno bivališče za ljudi, ki čakajo na subvencionirana stanovanja v mestu). 
Večina prebivalcev mesta živi v predmestjih Vineta, Tamariskia, Mondesa in Vogelstrand. Vsi, temnopolti in belci, večinoma dobro živijo v Vineti. Tamariskia je bila prvotno soseska za temnopolte ljudi, zgrajena v začetku 1970-ih. Mondesa je že od leta 1960 in je soseska za temnopolte, v prvih letih je bila precej oddaljena od središča mesta.

## Gospodarstvo

### Rudarstvo
Odkritje urana na Rössingu, 70 km zunaj mesta, je pripomoglo k razvoju največjega odprtega rudnika urana na svetu. To je zelo vplivalo na vse vidike življenja v Swakopmundu, kot so potrebne širitve infrastrukture mesta, da bi postalo eno najsodobnejših mest v Namibiji.

### Turizem
Mesto je polno kavarn, nočnih klubov, barov in hotelov. Ponujajo polete z balonom, padalstvo, vožnje s štirikolesniki, tudi majhna morska križarjenja. Padalski klub je na letališču od svoje ustanovitve leta 1972.
Avgusta 2008 se je v Swakopmundu, na AMC-televiziji, začelo snemanje serije Zapornik (The Prisoner) z igralcema Jimom Caviezelom in sirom Ianom McKellenom. V Swakopmundu so snemali film Vas (The Village). 

### Tehnologija
Oktobra 2000 je bil podpisan sporazum med vladama Namibije in Ljudske republike Kitajske za gradnjo postaje za satelitsko sledenje v Swakopmundu. Gradnja je bila končana julija 2001 v mestu severno od Swakopmunda in vzhodno od ceste Henties Bay–Swakopmund ter nasproti swakopmundskih solin. Tu so jo zgradili zato, ker je bil to kraj na orbiti vesoljskega vozila s posadko ob ponovnem vstopu. Stala je 12 milijonov namibijskih dolarjev. Kompleks zajema 150 x 85 m. Opremljen je s pet- in devetmetrskimi satelitskimi krožniki.

## Kultura in znamenitosti
Swakopmundski muzej hrani eksponate o arheologiji, mineralogiji, botaniki, prazgodovini in zgodnji zgodovini ter nemški kolonialni zgodovini. Na voljo je tudi razstava o ljudeh Namibije. Nedaleč stran je svetilnik kot mejnik v mestu.
Kopanje v bližnjem južnem Atlantiku je mogoče, vendar je priporočljivo le za posebej izurjene športnike, saj zaradi hladnega Benguelskega toka temperatura vode redko presega 15 °C. Kljub temu nekateri vsak dan zjutraj uživajo v veličastnih valovih.
Druge znamenitosti so: pomorski spomenik, stari zapor, staro okrožno sodišče (1906), nekdanje okrožno sodišče in današnja poletna rezidenca namibijskega predsednika, galerija kristalov (novozgrajeni muzej mineralov), nakupovalne arkade na aleji Sama Nujome, hiša Hohenzollern, vojašnica iz leta 1905 in nekdanja vojaška bolnišnica na isti cesti, Woermannova hiša, zgrajena leta 1906 z vidnim stolpom, v njej sta zdaj javna knjižnica in stara postaja iz leta 1901, tudi za nemške vojaške sile (Schutztruppe) v slogu takrat funkcionalne stavbe, vendar je bila spremenjena v luksuzni hotel in je danes središče igralnice in zabavišče. Poleg tega sta v središču mesta Narodni pomorski akvarij Namibije in park kač (Living Desert).
Zanimiva sta tudi leta 1911 zgrajena cerkev in župnišče nemške protestantske cerkve v neobaročnem slogu. Ob nedeljah imajo obrede v nemškem jeziku.
Na vzhodnem obrobju, v bližini ceste B 2, je stara Lokomobila (parna lokomotiva) iz leta 1896. Namenjena je bila prevažanju zalog v notranjost. Zaradi pomanjkanja vode in verjetno tudi zaradi tehničnih težav so jo ustavili na obrobju. Prislužila si je ime Martin Luter, ki je rekel v državnem zboru v Wormsu: "Tukaj stojim, ne morem pomagati." Nad Lokomobilo so po obnovi zgradili posebno dvorano.
Zunaj mesta je eno od petih golfišč na svetu (Rossmund Desert Golf Course) v puščavi, ki so v celoti zatravljena. V bližini je kamelja kmetija,   parna lokomotiva Martina Lutra pa je v puščavi.

### Znamenitosti v bližini
- velbičevka,
- rudnik Rössing, največji rudnik urana na svetu ob državni cesti B 2, okoli 70 km vzhodno od Swakopmunda,
- zaliv Henties,
- mesečeva površina v dolini reke Swakop,
- puščava Namib,
- oaza Goanikontes,
- pristanišče Sandwich,
- Vogelfederberg, 60 m visok osamelec, okoli 50 km vzhodno od Walvis Baya ob cesti C14,
- Walvis Bay.

## Pobratena in prijateljska mesta
- Brazilija Florianopolis
- Švedska Malmö
- Namibija Okakarara (od 2007)[13]
- Egipt Šarm el Šejk [14] (od 2008.)
- Ljudska republika Kitajska Tjandžin
- Namibija Walvis Bay
- Ljudska republika Kitajska Yiwu [15]